# Santa Maria Consoladora em Tiburtino (título cardinalício)
O título cardinalício de Santa Maria Consoladora em Tiburtino foi instituido pelo Papa Paulo VI em 29 de abril de 1969. Sua sede se encontra em Roma, na igreja de Santa Maria Consolatrice al Tiburtino, no quartiere Tiburtino de Roma.

## Titulares
- Jérôme Louis Rakotomalala, O.M.I. (1969-1975)
- Joseph Ratzinger (1977-1993) Eleito Papa Bento XVI em 2005
- Ricard Maria Carles i Gordó (1994- 2013)
- Philippe Ouédraogo (2014-presente)